# 1. FC Kaiserslautern

Stemele echipei de-a lungul timpului

1. FC Kaiserslautern este un club de fotbal din Kaiserslautern, Germania, care evoluează în 2. Bundesliga.

## Palmares
- Fußball-Bundesliga: 1951, 1953, 1991, 1998[1]
- 2. Bundesliga: 1997, 2010
- DFB-Pokal: 1990, 1996
- DFB-Supercup: 1991
- DFB-Pokal: Finalistă: 1961, 1972, 1976, 1981, 1990, 2003
- Cupa UEFA: Semifinale: 1982, 2001
- UEFA Champions League: Sferturi de finală: 1999
- Westkreis-Liga (I) Campioană: 1909
- Cupa Sud-Vest Campioană: 1979, 1997, 2008

## Meciuri memorabile

### 1. FC Kaiserslautern -Bayern München7:4
- Data: 20 octombrie 1973

### 1. FC Kaiserslautern -Real Madrid5:0
- Data: 17 martie 1982

### 1. FC Kaiserslautern -FC Barcelona3:1
- Data: 6 noiembrie 1991